# Helgi Tomasson
Helgi Tomasson (Vestmannaeyjar, 8 ottobre 1942) è un ex ballerino, coreografo e direttore artistico islandese. È direttore artistico e coreografo principale del San Francisco Ballet; da quando ne ha assunto la direzione ha contribuito a trasformare l'azienda da una rispettata compagnia regionale a una delle più grandi compagnie di balletto classico del mondo. È originario dell'Islanda.

## Primi anni
Tomasson nacque a Vestmannaeyjar, Islanda, da Tómas Bergur Snorrason e Dagmar Helgadóttir. Iniziò il suo tirocinio nel balletto a Reykjavík con un insegnante locale ed entrò nella scuola affiliata del National Theatre, che all'epoca era guidata da Erik e Lisa Bidsted. Ha un fratello minore, il grafico Guðjón Ingi Hauksson.

## Carriera
La carriera professionale di Tomasson iniziò a 15 anni con il Pantomime Theatre nei Giardini di Tivoli di Copenaghen. All'età di 17 anni fu scoperto nella sua terra natale dal coreografo Jerome Robbins, che fissò una borsa di studio per Tomasson per farlo studiare alla School of American Ballet di New York City.
Tomasson entrò poi nel Joffrey Ballet, dove incontrò la sua futura moglie Marlene, una ballerina. Due anni dopo entrò a far parte dell'Harkness Ballet, rimanendo per sei anni e diventando uno dei più famosi ballerini della compagnia.
Nel 1969, all'età di 27 anni, Tomasson partecipò al Primo concorso internazionale di danza a Mosca, in rappresentanza degli Stati Uniti. Gli fu permesso da Jerome Robbins di ballare un assolo da Dances at a Gathering di Robbins e tornò con la medaglia d'argento; la medaglia d'oro fu assegnata a Michail Baryšnikov. Durante il corso della competizione, la grande ballerina Majja Pliseckaja, che era nella giuria, gli sussurrò: "Ti ho dato tutti i miei voti".

### New York City Ballet
Un anno dopo, Tomasson entrò nel New York City Ballet come ballerino principale. Ballò con il City Ballet per 15 anni, ottenendo riconoscimenti in tutto il mondo e esibendosi con molte delle ballerine più importanti del City Ballet, tra le quali Violette Verdy, Patricia McBride e Gelsey Kirkland. Di questo periodo, Helgi ricorda: "Vivendo per così tanto tempo a New York, sono cresciuto con il meglio e facevo parte di quel periodo".
I fondatori della compagnia, George Balanchine e Jerome Robbins, hanno entrambi creato ruoli espressamente per Tomasson. Balanchine creò un assolo per lui in Divertimento from Le Baiser de la Fée per lo Stravinsky Festival del 1972. Tomasson, all'età di 42 anni, eseguì questo pezzo nel suo spettacolo d'addio di gennaio 1985 al New York State Theater con la ballerina e partner da lungo tempo Patricia McBride.
Nella recensione di quest'ultima esibizione il New York Times scrisse: "Con la sua eccezionale tecnica ed eleganza Mr. Tomasson è stato la personificazione 
del ballerino classico. Come Robbins, il ballerino per antonomasia, sapeva come filtrare l'emozione attraverso un prisma classico limpidissimo. Come il modello del ballerino di Balanchine, permise a Balanchine, che non aveva mai avuto ballerini del calibro di Mr. Tomasson, di sfoggiare la sua coreografia per uomini nella sua forma più classica."
Nel 1982, con l'incoraggiamento di Balanchine, Tomasson coreografò il suo primo balletto per la School of American Ballet Workshop, Introduction, Theme with Variations Polonnaise, Op. 65, che fu accolto molto bene e lo incoraggiò a continuare a coreografare. Nel 1983 il suo Ballet d'Isoline fu inserito nel repertorio del New York City Ballet.

### Direttore artistico e Coreografo principale, San Francisco Ballet
Dopo il suo ritiro dal New York City Ballet nel 1985, Tomasson si unì al San Francisco Ballet come direttore artistico. Durante il suo periodo con la compagnia mise in scena molti balletti a lunghezza intera, tra cui Il lago dei cigni nel 1988, La bella addormentata nel 1990, Romeo e Giulietta nel 1994, Giselle nel 1999, Don Chisciotte (in collaborazione con il ballerino principale Jurij Possochov) nel 2003 e Lo schiaccianoci nel 2004.
Lo schiaccianoci di Tomasson è noto per essere assolutamente l'unico Schiaccianoci di San Francisco; è ambientato a San Francisco durante l'Panama-Pacific International Exposition del 1915. I designer vincitori del Tony Award, Michael Yeargan e Martin Pakledinaz, progettarono rispettivamente le scene e i costumi. Dopo la prima il New York Times dichiarò Lo schiaccianoci di Tomasson "sorprendente, elegante e bello".
Nel 1995, Tomasson ideò lo UNited We Dance International Festival per celebrare il 50º anniversario della firma della Carta delle Nazioni Unite. Durante questo evento dodici compagnie di balletto provenienti da tutto il mondo si sono unite a San Francisco Ballet per presentare le danze della prima mondiale nell'arco di due settimane.
Nel 2010 il gala di apertura del Balletto, Silver Celebration, onorò i 25 anni di Tomasson come direttore artistico del San Francisco Ballet.
Nel 2012 Helgi Tomasson è stato nominato destinatario del Dance/USA Honor, riconoscendo il contributo delle persone alla danza in America e il ruolo che svolgono nella comunità nazionale della danza.

## Vita privata
Tomasson vive a San Francisco con sua moglie, Marlene, che stava ballando con il Joffrey Ballet quando si sono incontrati. Hanno due figli. La coppia possiede un vigneto di 1 acro (4.000 m²) e un cottage nella zona vinicola della California (contea di Napa), che hanno ristrutturato per dieci anni.

## Premi ed onorificenze
- 1989: Isadora Duncan Award.
- 1990: Cavaliere dell'Ordine del Falcone, Islanda.
- 1991: Distinguished Citizen Award, Commonwealth Club of California.
- 1991: Golden Plate Award, American Academy of Achievement.
- 1992: Dance Magazine Award.
- 1995: Cultural Award, The American-Scandinavian Foundation.
- 1996: Dottorato onorario in scienze umanistiche, “honoris causa,” Dominican College.
- 2001: Concesso rango di Ufficiale nel French Order of Arts and Letters.
- 2002: Laurea honoris causa, Juilliard School.
- 2007: Premiato con Cavaliere di Gran Croce nell'Ordine del Falcone.
- 2012: Dance/USA Honor[9]

## Repertorio

### Balletti coreografati per il San Francisco Ballet
Tomasson è un coreografo prolifico, avendo creato più di 40 balletti per il San Francisco Ballet e altre compagnie principali in tutto il mondo.
- Trio (2011)
- Il lago dei cigni (2009)
- On a Theme of Paganini (2008)
- On Common Ground (2007)
- Blue Rose (2006)
- The Fifth Season (2006)
- Bagatelles (2005)
- Lo schiaccianoci (2004)
- 7 for Eight (2004)
- Don Quixote (2003)
- Concerto Grosso (2003)
- Chi-Lin (2002)
- Bartok Divertimento (2002)
- Chaconne for Piano and Two Dancers (1999)

- Giselle (1999)
- Silver Ladders (1998)
- Two Bits (1998)
- Twilight (1998)
- Criss-Cross (1997)
- Pandora Dance (1997)
- Soirées Musicales (1996)
- Tuning Game (1995)
- Sonata (1995)
- When We No Longer Touch (1995)
- Quartette (1994)
- Romeo & Juliet (1994)
- Nanna’s Lied (1993)
- Le Quattro Stagioni (1992)

- Forevermore (1992)
- Two Plus Two (1992)
- Aurora Polaris (1991)
- Meistens Mozart (1991)
- “Haffner” Symphony (1991)
- La bella addormentata (1990)
- Con Brio (1990)
- Valses Poeticos (1990)
- Handel—a Celebration (1989)
- Il lago dei cigni (1988)
- Intimate Voices (1987)
- Bizet pas de deux (1987)
- Concerto in d: Poulenc (1986)
- Confidencias (1986)

### Balletti coreografati per altre compagnie
- Prism (2000), coreografato per la stagione primaverile del New York City Ballet
- Much Ado… (1999), coreografato per l'Alberta Ballet
- Ballet d’Isoline (1983), coreografato per la School of American Ballet
- Giuliani: Variations on a Theme, coreografato per la School of American Ballet
- Menuetto, originally coreografato per il New York City Ballet, in anteprima durante la sessione estiva del 1984 del Saratoga Performing Arts Center
- Contredanses (1984), coreografato per il Finis Jhung’s Chamber Ballet USA
- Beads of Memory (1985), originariamente coreografato per lo Houston Ballet